# Guangzhou International Women's Open
Guangzhou International Women's Open — міжнародний жіночий тенісний турнір, що проводиться в Ґуанчжоу (КНР) з 2004 року на хардових кортах. Першою чемпіонкою стала китаянка Лі На. Від 2009 року належить до серії WTA International з призовим фондом 250 тисяч доларів і турнірною сіткою, розрахованою на 32 учасниці в одиночному розряді і 16 пар.

## Історія
Турнір в провінції Гуандун організовано напередодні сезону-2004 в рамках розширення серії турнірів у регіоні, ставши другим змаганням WTA, що проводиться з того сезону на території Китаю; перший турнір до 2004 року проходив у Шанхаї, а в тому сезоні переїхав до Пекіна.
Переможниці та фіналістки
Першою учасницею одиночного турніру, яка двічі завоювала чемпіонське звання, стала 2017 року представниця країни-організатора Чжан Шуай. У парах триразовою володаркою титулу також є тенісистка з КНР - Пен Шуай, а по два титули на рахунку відразу групи учасниць: білоруски Тетяни Пучек, китаянок Лі Тін, Сунь Тяньтянь і Сє Шувей, а також індійки Сані Мірзи. Сунь Тяньтянь, крім двох перемог з Лі Тін, ще тричі грала у фіналі в парному розряді, ставши абсолютною рекордсменкою турніру за кількістю зіграних фіналів. Чжан Шуай, Сє Шувей і ще одна китаянка - Янь Цзи - вигравали турнір і в одиночному і в парному розрядах.

## Фінали

### Одиночний розряд
| Рік                           | Чемпіонка                                           | Фіналістка                                          | Рахунок                                             |
| ----------------------------- | --------------------------------------------------- | --------------------------------------------------- | --------------------------------------------------- |
| ↓ Турніри WTA Tier III ↓      |                                                     |                                                     |                                                     |
| 2004                          | Лі На                                               | Мартина Суха                                        | 6–3, 6–4                                            |
| 2005                          | Янь Цзи                                             | Нурія Льягостера Вівес                              | 6–4, 4–0 retired                                    |
| 2006                          | Анна Чакветадзе                                     | Анабель Медіна Гаррігес                             | 6–1, 6–4                                            |
| 2007                          | Віржіні Раззано                                     | Ципора Обзилер                                      | 6–0, 6–3                                            |
| 2008                          | Віра Звонарьова                                     | Пен Шуай                                            | 6–7(4–7), 6–0, 6–2                                  |
| ↓ Турніри WTA International ↓ |                                                     |                                                     |                                                     |
| 2009                          | Шахар Пеєр                                          | Альберта Бріанті                                    | 6–3, 6–4                                            |
| 2010                          | Ярміла Вулф                                         | Алла Кудрявцева                                     | 6–1, 6–4                                            |
| 2011                          | Шанелль Схеперс                                     | Магдалена Рибарикова                                | 6–2, 6–2                                            |
| 2012                          | Сє Шувей                                            | Лора Робсон                                         | 6–3, 5–7, 6–4                                       |
| 2013                          | Чжан Шуай                                           | Ваня Кінг                                           | 7–6(7–1), 6–1                                       |
| 2014                          | Моніка Нікулеску                                    | Алізе Корне                                         | 6–4, 6–0                                            |
| 2015                          | Єлена Янкович                                       | Деніса Аллертова                                    | 6–2, 6–0                                            |
| 2016                          | Леся Цуренко                                        | Єлена Янкович                                       | 6–4, 3–6, 6–4                                       |
| 2017                          | Чжан Шуай (2)                                       | Александра Крунич                                   | 6–2, 3–6, 6–2                                       |
| 2018                          | Ван Цян                                             | Юлія Путінцева                                      | 6–1, 6–2                                            |
| 2019                          | Софія Кенін                                         | Саманта Стосур                                      | 6–7(4–7), 6–4, 6–2                                  |
| 2020-2022                     | Не проводився через пандемію коронавірусної хвороби | Не проводився через пандемію коронавірусної хвороби | Не проводився через пандемію коронавірусної хвороби |
| 2023                          | Ван Сю                                              | Магда Лінетт                                        | 6–0, 6–2                                            |
| 2024                          | Ольга Данилович                                     | Керолайн Долегайд                                   | 6–3, 6–1                                            |

### Парний розряд
| Рік       | Чемпіонки                                           | Фіналістки                                          | Рахунок                                             |
| --------- | --------------------------------------------------- | --------------------------------------------------- | --------------------------------------------------- |
| 2004      | Лі Тін Сунь Тяньтянь                                | Ян Шуцзін Юй Їн                                     | 6–4, 6–1                                            |
| 2005      | Марія Елена Камерін Еммануель Гальярді              | Нега Уберой Шіха Уберой                             | 7–6(7–5), 6–3                                       |
| 2006      | Лі Тін (2) Сунь Тяньтянь (2)                        | Ваня Кінг Єлена Костанич-Тошич                      | 6–4, 2–6, 7–5                                       |
| 2007      | Пен Шуай Янь Цзи                                    | Ваня Кінг Сунь Тяньтянь                             | 6–3, 6–4                                            |
| 2008      | Марія Коритцева Тетяна Пучек                        | Сунь Тяньтянь Янь Цзи                               | 6–3, 4–6, [10–8]                                    |
| 2009      | Ольга Говорцова Тетяна Пучек (2)                    | Дате-Крумм Кіміко Сунь Тяньтянь                     | 3–6, 6–2, [10–8]                                    |
| 2010      | Едіна Галловіц Саня Мірза                           | Хань Сіньюнь Лю Ваньтін                             | 7–5, 6–3                                            |
| 2011      | Сє Шувей Чжен Сайсай                                | Чжань Цзіньвей Хань Сіньюнь                         | 6–2, 6–1                                            |
| 2012      | Тамарін Танасугарн Чжан Шуай                        | Ярміла Вулф Моніка Нікулеску                        | 2–6, 6–2, [10–8]                                    |
| 2013      | Сє Шувей (2) Пен Шуай (2)                           | Ваня Кінг Галина Воскобоєва                         | 6–3, 4–6, [12–10]                                   |
| 2014      | Чжуан Цзяжун Лян Чень                               | Алізе Корне Магда Лінетт                            | 2–6, 7–6(7–3), [10–7]                               |
| 2015      | Мартіна Хінгіс Саня Мірза (2)                       | Сюй Шилінь Ю Сяоді                                  | 6–3, 6–1                                            |
| 2016      | Ейжа Мугаммад Пен Шуай (3)                          | Ольга Говорцова Віра Лапко                          | 6–2, 7–6(7–3)                                       |
| 2017      | Елісе Мертенс Демі Схюрс                            | Монік Адамчак Сторм Гантер                          | 6–2, 6–3                                            |
| 2018      | Монік Адамчак Джессіка Мор                          | Данка Ковинич Віра Лапко                            | 4–6, 7–5, [10–4]                                    |
| 2019      | Пен Шуай (4) Лаура Зігемунд                         | Алекса Гуарачі Джуліана Ольмос                      | 6–2, 6–1                                            |
| 2020-2022 | Не проводився через пандемію коронавірусної хвороби | Не проводився через пандемію коронавірусної хвороби | Не проводився через пандемію коронавірусної хвороби |
| 2023      | Ґо Ханю Цзян Сіньюй                                 | Ходзумі Ері Ніномія Макото                          | 6–3, 7–6(7–4)                                       |
| 2024      | Катержина Сінякова Чжан Шуай                        | Катажина Пітер Фанні Штоллар                        | 6–3, 6–3                                            |